# 11814 Schwamb
11814 Schwamb eller 1981 EW26 är en asteroid i huvudbältet som upptäcktes den 2 mars 1981 av den amerikanska astronomen Schelte J. Bus vid Siding Spring-observatoriet. Den är uppkallad efter den amerikanska astronomen Megan Schwamb.
Asteroiden har en diameter på ungefär 9 kilometer.